# Rosazza
Rosazza (Arsaja in piemontese) è un comune italiano di 97 abitanti della provincia di Biella in Piemonte.
È uno dei principali centri dell'alta Valle Cervo.

## Monumenti e luoghi d'interesse

### Il castello

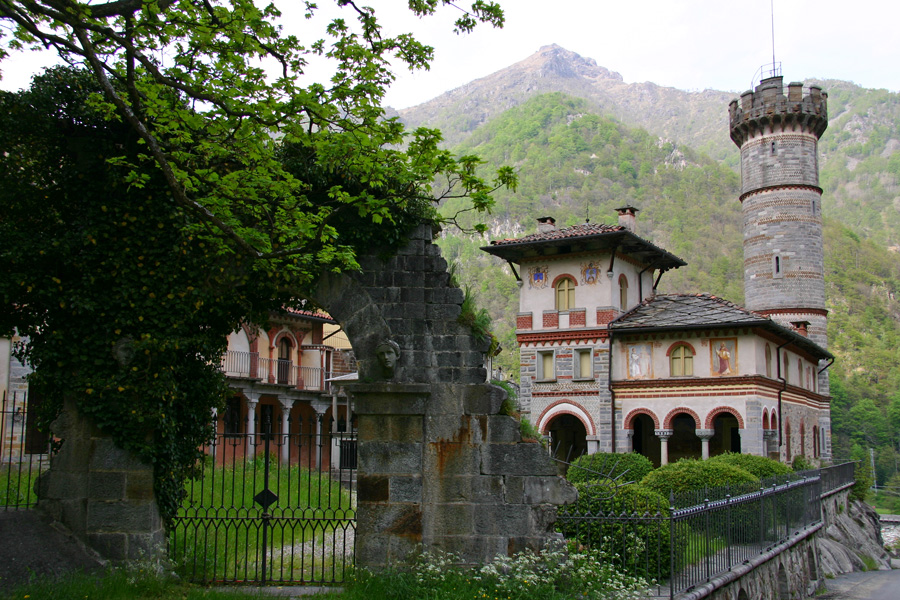
Il castello con la torre e l'arco di accesso al giardino

La costruzione del castello, per volere di Federico Rosazza, Senatore del Regno, già membro della Giovane Italia mazziniana e Gran Maestro Venerabile della massoneria biellese, fu avviata nel 1883 con l'innalzamento della torre guelfa e della palazzina sottostante, poi ampliata in due successive fasi, ed ebbe termine nel 1899, anno della morte di Federico, con il completamento della grande galleria dove il nobile intendeva esporre i suoi dipinti.
L'edificio fu progettato da Giuseppe Maffei sfruttando il tema dell'estetica della rovina: false murature sbrecciate trattate con acido nitrico, finti colonnati ed architravi, allo scopo di richiamare gli antichi templi di Paestum e chiari riferimenti esoterici alla massoneria.
L'arco di accesso al castello di Rosazza riproduce quello della città di Volterra, chi meglio di Giuseppe Maffei poteva riprodurre l'arco della città etrusca, dove ebbe origine la sua antichissima casata volterrana; sull'arco campeggiano le teste di tre valligiane con una stella a cinque punte tra i capelli.
Altre false rovine di Paestum ed uno dei due orsi scolpiti in pietra locale, collocati intorno al laghetto del giardino, furono portati via da una piena del torrente Pragnetta nel maggio 1916; i resti sono oggi conservati presso la fontana della Valligiana nel parco comunale.

### La Chiesa-Tempio
A fine '800, il senatore Federico Rosazza fece demolire un'antica chiesa cristiana e spostare il relativo cimitero  per edificarvi un Tempio, pur formalmente adibito anche al culto cristiano, secondo i suggerimenti che avrebbe ricevuto da vari spiriti-guida nel corso delle sedute spiritiche condotte unitamente al suo sodale, il medium e massone Giuseppe Maffei. Fu quest'ultimo storico a firmare il progetto del complesso che comprende il castello e la Chiesa, inserendovi elementi che richiamano la tradizione della Muratoria, quali: il pavimento del sagrato a scacchiera con alternanza di ciottoli di colore bianco e nero, la croce a svastica o croce gammata (legata ad un culto gallico della fertilità femminile) sulla parete principale che ospita l'ingresso della "Porta dei Giusti", il simbolismo delle rose, il soffitto dipinto come firmamento stellato (diffuso nei Templi massonici).

### La palazzina

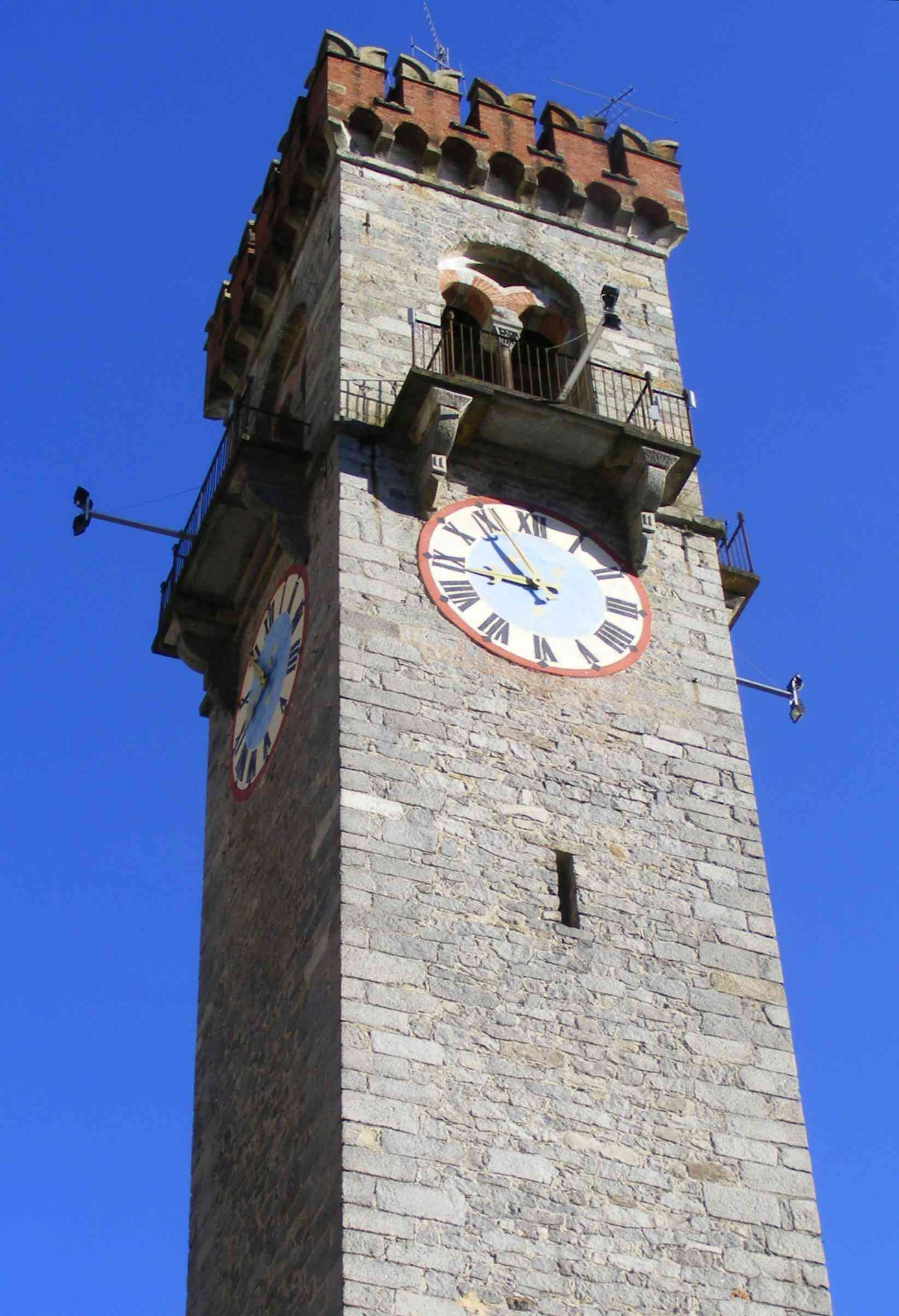
La torre civica

L'attuale palazzo comunale, anch'esso progettato dal Maffei nel 1880-1881, fu voluto in origine da Federico Rosazza per ospitare la sede del municipio di Piedicavallo, paese dal quale al tempo anche Rosazza dipendeva amministrativamente. L'edificio divenne invece sede del comune di Rosazza nel 1909 a seguito dell'autonomia comunale ottenuta nel 1906. Dell'edificio, del quale Giuseppe Maffei curò anche i più minuti dettagli decorativi, sono particolarmente degne di nota la torre ornata da merlature ghibelline e l'armoniosa scala di marmo bianco che dà accesso ai piani superiori.

### La galleria per il Santuario di Oropa
Il duo Rosazza-Maffei fece costruire una strada a collegamento del Santuario di San Giovanni d'Andorno sempre situato nella Valle del Cervo a due chilometri a sud di Rosazza con il più grande Santuario di Oropa.
Per realizzare il collegamento venne aperta nella nuda roccia una galleria di 367 metri inaugurata il 17 luglio 1897.

## Società

### Evoluzione demografica
Abitanti censiti

## Amministrazione

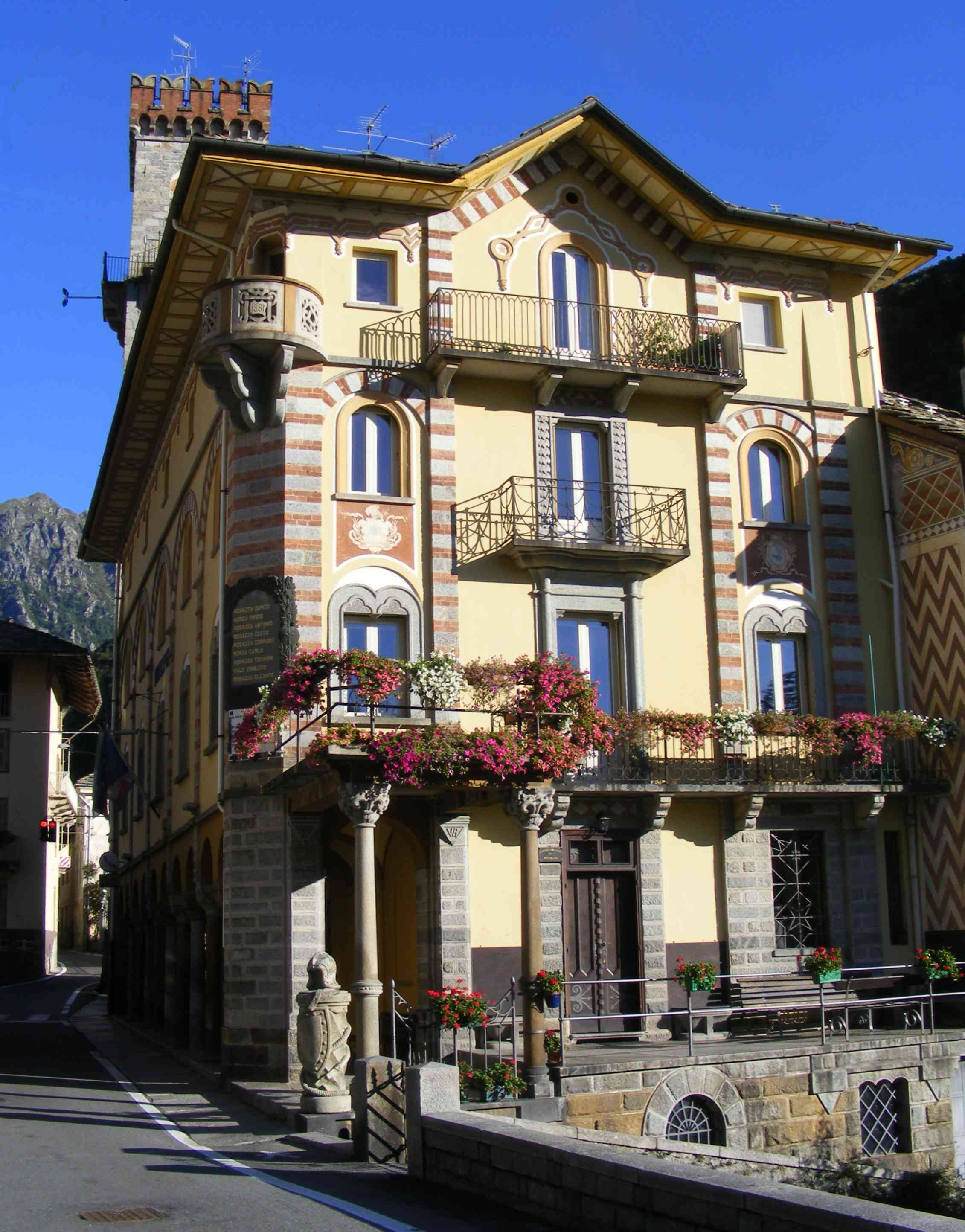
Il municipio

| Periodo | Periodo   | Primo cittadino                  | Partito            | Carica                    | Note |
| ------- | --------- | -------------------------------- | ------------------ | ------------------------- | ---- |
| 2004    | 2009      | Sandro Rosazza Volpin            | Lista civica       | Sindaco                   |      |
| 2009    | 2014      | Maria Grazia Rosazza Gianin      | Lista civica       | Sindaco                   |      |
| 2014    | 2015      | Claudio Borri Gaspardin          | Fontana della Rosa | Sindaco                   |      |
| 2016    | 2016      | Davide Garra                     | -                  | Commissario straordinario |      |
| 2016    | in carica | Francesca Delmastro Delle Vedove | Fratelli d'Italia  | Sindaco                   |      |

### Altre informazioni amministrative
Rosazza fece parte a cominciare dal 1973 della Comunità montana Alta Valle Cervo assieme ai comuni di Piedicavallo, Quittengo, Campiglia Cervo e San Paolo Cervo. Tale comunità montana fu in seguito accorpata dalla Regione Piemonte con la Comunità montana Bassa Valle Cervo, andando a formare la  Comunità Montana Valle Cervo.